# 2024년 하계 올림픽 캐나다 선수단
2024년 하계 올림픽 캐나다 선수단은 2024년 7월 26일부터 8월 11일까지 프랑스 파리에서 열린 2024년 하계 올림픽에 참가한 올림픽 캐나다 선수단이다.
1900년 캐나다가 데뷔한 이후 캐나다 선수들은 모든 대회에 출전했다. 1980년 모스크바 하계 올림픽을 제외한 하계 올림픽은 미국이 주도한 보이콧에 대한 국가의 지원 때문이었다.

## 출전 선수
| 종목           | 남자 | 여자 | 전체 |
| -------------- | ---- | ---- | ---- |
| 골프           | 2    | 2    | 4    |
| 농구           | 12   | 16   | 28   |
| 다이빙         | 2    | 3    | 5    |
| 럭비           | 0    | 12   | 12   |
| 레슬링         | 2    | 4    | 6    |
| 배구           | 14   | 4    | 18   |
| 배드민턴       | 3    | 1    | 4    |
| 복싱           | 1    | 1    | 2    |
| 브레이킹       | 1    | 0    | 1    |
| 사격           | 2    | 1    | 3    |
| 사이클         | 11   | 11   | 22   |
| 서핑           | 0    | 1    | 1    |
| 수구           | 0    | 13   | 13   |
| 수영           | 12   | 17   | 29   |
| 스케이트보드   | 3    | 1    | 4    |
| 승마           | 3    | 6    | 9    |
| 아티스틱스위밍 | 0    | 8    | 8    |
| 양궁           | 1    | 1    | 2    |
| 역도           | 1    | 1    | 2    |
| 요트           | 2    | 4    | 6    |
| 유도           | 3    | 4    | 7    |
| 육상           | 24   | 27   | 51   |
| 조정           | 0    | 11   | 11   |
| 체조           | 5    | 6    | 11   |
| 축구           | 0    | 18   | 18   |
| 카누           | 6    | 9    | 15   |
| 탁구           | 3    | 1    | 4    |
| 태권도         | 0    | 2    | 2    |
| 테니스         | 2    | 3    | 5    |
| 트라이애슬론   | 2    | 1    | 3    |
| 펜싱           | 7    | 5    | 12   |
| 전체           | 124  | 194  | 318  |

## 메달 집계
| 종목 | 1 | 2 | 3 | 합계 |
| 종목 | ' | ' | ' | '    |
| 종목 | ' | ' | ' | '    |
| 종목 | ' | ' | ' | '    |
| 합계 | ' | ' | ' | '    |

## 종목별 성적

### 수영
- 서머 매킨토시

### 역도
- 모드 샤롱

### 유도
- 크리스타 데구치
- 켈리 데구치

### 육상
남자
- 마코 아롭

여자
- 캠린 로저스

### 카누
- 케이티 빈센트

### 태권도
- 스카일러 파크

## 같이 보기
- 2024년 하계 올림픽